# Dagmar Merino-Rodo
Dagmar Isabel Merino-Rodo (1957-2006) fue una geóloga boliviana que realizó estudios sobre la Formación Copacabana en Bolivia y realizó la descripción del Parahelicoprion, un género extinto de peces cartilaginosos. Nació en la ciudad de Salta (Argentina) el 8 de octubre de 1957 de padres Bolivianos. 

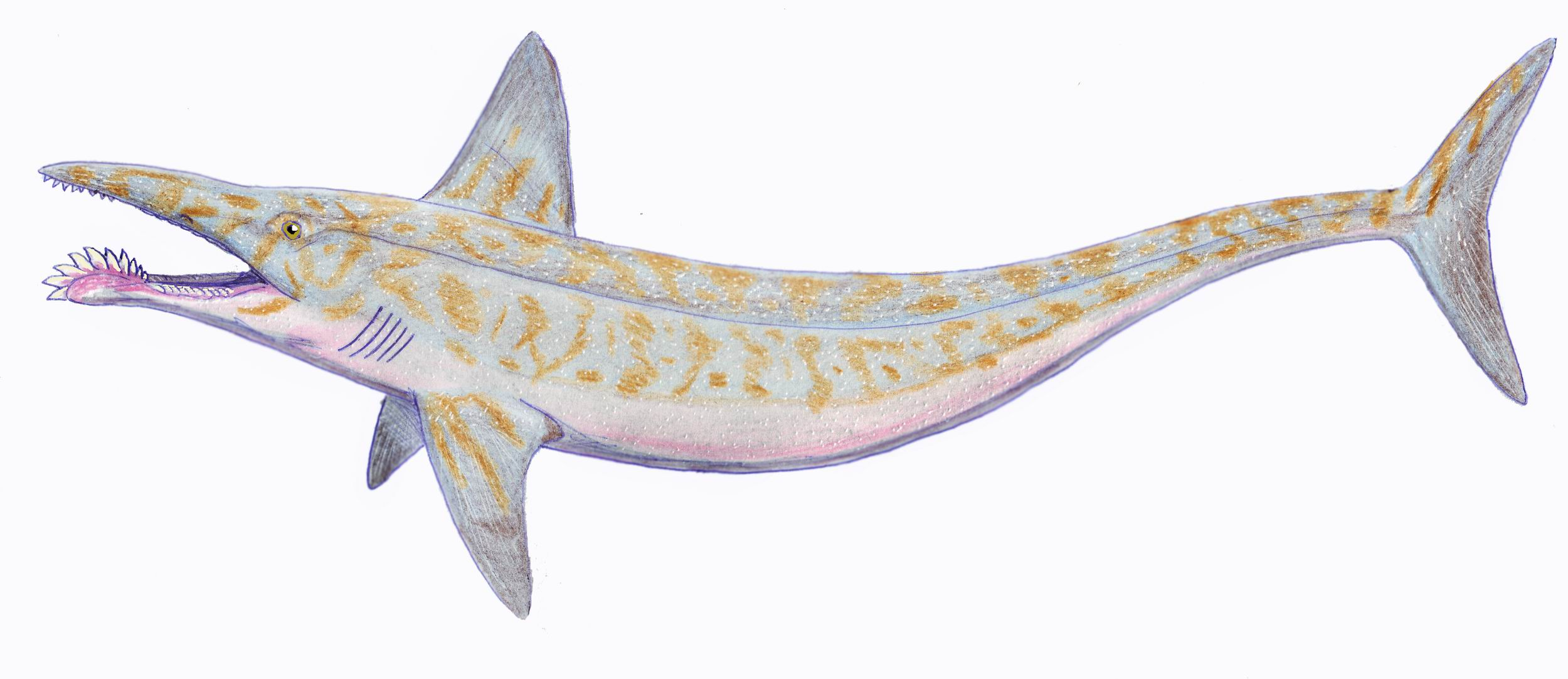
Un parahelicoprion, especie existente en el periodo pérmico.

## Trabajos destacados
Su trabajo más destacado está ligado a la descripción de la Formación Copacabana, según su trabajo esta se divide en:
- Subzona de Triticites con un espesor: 0 – 30 metros.
- Subzona de Pseudoschwagerina con un espesor: 31 – 60 metros.
- Subzona de Eoparafusulina con un espesor: 61 – 200 metros.
- También colaboró con la clasificación estratigráfica

## Formación
Dagmar Isabel Merino Rodo estudió en el Colegio Alemán Mariscal Braun de la ciudad de La Paz, Bolivia. Al culminar el bachillerato, ingresó a la carrera de Geología en la Universidad Mayor de San Andrés (UMSA) de La Paz, donde obtuvo el título de Ingeniera Geóloga.

## Publicaciones
- Chondrichthyan and actinopterygian remains from the Lower Permian Copacabana Formation of Bolivia[2]